# Fábio Júnior
Fábio Júnior (n. 20 noiembrie 1977) este un fotbalist brazilian.

## Statistici
| Brazilia | Brazilia | Brazilia |
| An       | Meciuri  | Goluri   |
| -------- | -------- | -------- |
| 1998     | 1        | 0        |
| 1999     | 2        | 0        |
| Total    | 3        | 0        |